# Sperwaarde
Een sperwaarde (uit het Duits: sperrwert) is een postzegel in een serie die niet gewoon op het postkantoor te koop is (geweest), maar die slechts onder beperkende voorwaarden te krijgen was, bijvoorbeeld bij inschrijving, vaak in een geringe oplage.
Oost-Duitsland was berucht vanwege de vele sperwaarden. Hiermee moesten de broodnodige deviezen worden verkregen. Maar ook in België werd dit principe toegepast: de emissie Orval en kardinaal Mercier.